# Julien Boukambou
Julien Boukambou (né le 17 avril 1917 à Madianga, décédé le 13 août 1994 à Brazzaville) est un militant anticolonialiste, syndicaliste et homme politique congolais.
Figure marquante de la lutte pour l'indépendance du Congo-Brazzaville, il est reconnu pour son rôle déterminant dans le soulèvement populaire des 13,14 et 15 août 1963, connu sous le nom des Trois Glorieuses, qui mena à la démission du président Fulbert Youlou. Secrétaire général de la Confédération Générale Africaine du Travail (CGAT), initiateur avec Abel Thauley Nganga de l'Union de la Jeunesse Congolaise (UJC) et cofondateur de la Confédération Syndicale Congolaise (CSC), Julien Boukambou a consacré sa vie à la défense des droits des travailleurs et à la promotion des idéaux révolutionnaires. Son engagement pour la justice sociale et l'unité nationale continue d'inspirer les nouvelles générations.
Le documentaire en trois volets intitulé Révoultionnaire(s) réalisé par son petit-fils Hassim Tall Boukambou, s'appuie sur les images d'archives et le témoignage de Julien Boukambou. Ce film à travers le récit du syndicaliste raconte l'histoire politique et syndicale de la République du Congo.

## Biographie

### Enfance et études
Julien Boukambou est né le 17 avril 1917 à Madianga, l'actuel village de Kinkembo, dans le district de Mindouli sur la route des caravanes. Son père Nga Mandilou était livreur de poissons de l'Administration coloniale. Mwa Nkono, son grand-père maternel, était le beau-frère et compagnon de lutte du chef rebelle Mabiala Ma Nganga. Sa mère Bantaba Moumbouila était une guérisseuse réputée pour sa grande connaissance des plantes médicinales.
Le jeune Julien Boukambou grandit dans le souvenir de la résistance à la pénétration coloniale, des évocations des batailles de Mabiala Ma Nganga par son grand-père Mwa Mkono. À 8 ans, il est emprisonné dix jours avec son père Nga Mandilou pour un retard de livraison des écrevisses à l'administration coloniale.  Cet épisode engendre chez lui un sentiment profond de révolte contre la colonisation.
En 1930, il intègre la première école ouverte par les prêtres de la mission catholique à Mindouli. Élève brillant, il est l'un des premiers à fréquenter cette institution. Le 30 juillet 1936, il devient moniteur de l'enseignement privé après une formation pédagogique spéciale à Brazzaville au sein de l'école Jeanne d'Arc. Pendant cette période, il est influencé par les idées d'André Matswa, un leader charismatique de la résistance anticoloniale qu'il rencontre personnellement en 1941 à la prison de Mindouli.

### Début du militantisme syndical

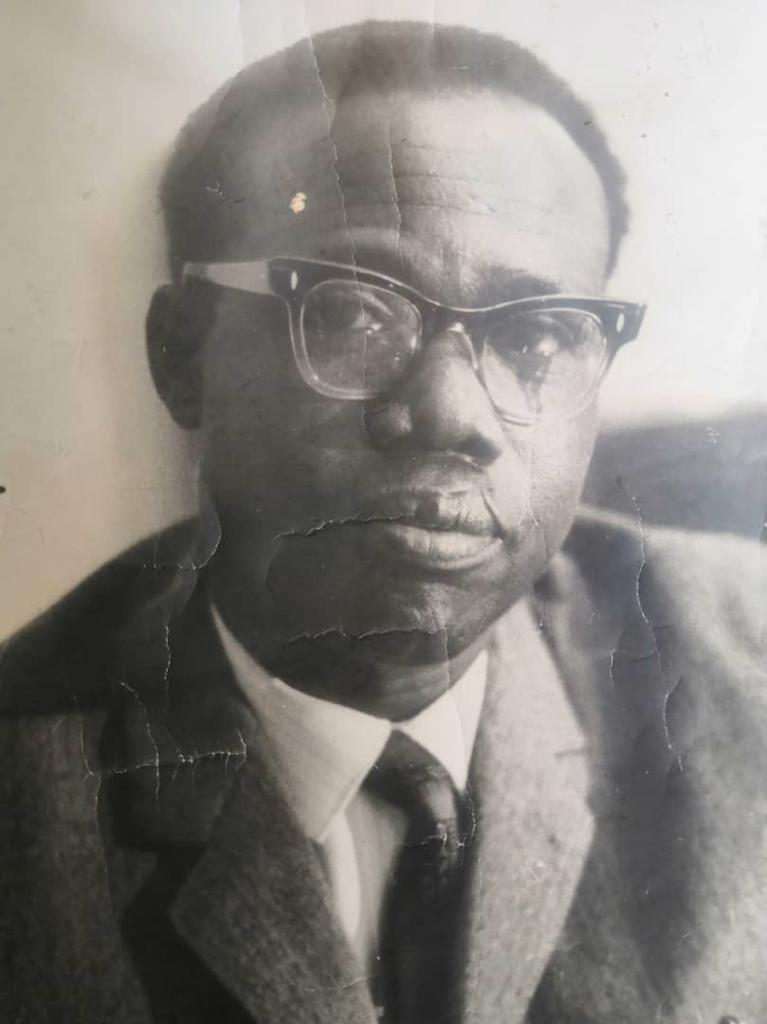
Julien Boukambou lors de ses débuts en politique en 1951.

Alors qu'il est en poste à Mbamou (1945), Il soutient Jean Félix-Tchikaya aux élections constituantes françaises, malgré les restrictions imposées aux enseignants catholiques. Affecté l'année suivante à Brazzaville (1946), il fréquente le groupe d'études communistes, animé par le dahoméen Yves Marcos et comprenant entre autres Abel Thauley Nganga et Aubert Lounda, qui l'incitent à adhérer au Parti Progressiste Congolais (PPC). Parallèlement, il prend sa carte à la CGT-Moyen Congo en 1948 et s'investit dans le travail syndical. Il démissionne de l'enseignement pour ne pas obtempérer à une affectation disciplinaire du Clergé, qui voulait ainsi le sanctionner pour ses activités syndicales et politiques,.
Formé par la Confédération générale du travail (C.G.T.) française, il fait ses débuts en politique en 1951, lorsqu'il est élu secrétaire général du Parti Progressiste Congolais (P.P.C.), le premier parti politique congolais représenté au Parlement français. Sous sa direction, Jean Félix-Tchicaya est réélu trois fois à la tête du parti à trois reprises (1951, 1952 et 1956). Cependant, en 1956, en raison de son refus de tout compromis avec l'administration coloniale et le gouvernement français, ainsi que des luttes internes au sein du P.P.C. face au Mouvement socialiste africain (M.S.A.) dirigé par Jacques Opangault, Boukambou se met en retrait du parti.

## Émergence politique et activisme syndical

### Leadership syndical de Julien Boukambou
Avec la promulgation de la loi-cadre de Gaston Defferre en 1956, qui permet l'accès des autochtones aux élections municipales, Boukambou et son syndicat, la C.G.T. du Moyen-Congo, tentent de s'allier avec l'abbé Fulbert Youlou, natif de Brazzaville et principal candidat à la mairie de la ville. Cependant, des divergences de points de vue concernant les enjeux électoraux et l'indépendance conduisent à une rupture. Cela pousse Julien Boukambou, avec ses compagnons Abel Thauley Ganga Abel et Aimé, Matsika, à créer l'Union de la Jeunesse Congolaise (U.J.C.) le 27 juillet 1956, une organisation trans-partisane de jeunesse qui jouera un rôle clé dans la mobilisation pour l'indépendance et lors du soulèvement populaire de 1963.

« Selon les deux procès-verbaux disponibles, où figure la composition du bureau exécutif
de l’organisation (l’un datant de 1956 l’autre datant de 1957), la majorité des membres étaient
ceux du bureau de la CGAT. Il y avait, par exemple, Aimé Matsika, Abel Thauley-Ganga,
Dominique Sombo-Dibele et Julien Boukambou. »

Devenu l'un des principaux leaders syndicaux de l'Afrique équatoriale française (A.E.F.), Boukambou quitte définitivement le P.P.C. en 1957. Il s'engage dans des actions panafricaines, participant notamment à la première conférence syndicale africaine à Cotonou en 1957 et au congrès fondateur de l'Union Générale des Travailleurs d'Afrique Noire (U.G.T.A.N.) à Bamako en 1959.

### Engagement panafricain et opposition à la colonisation

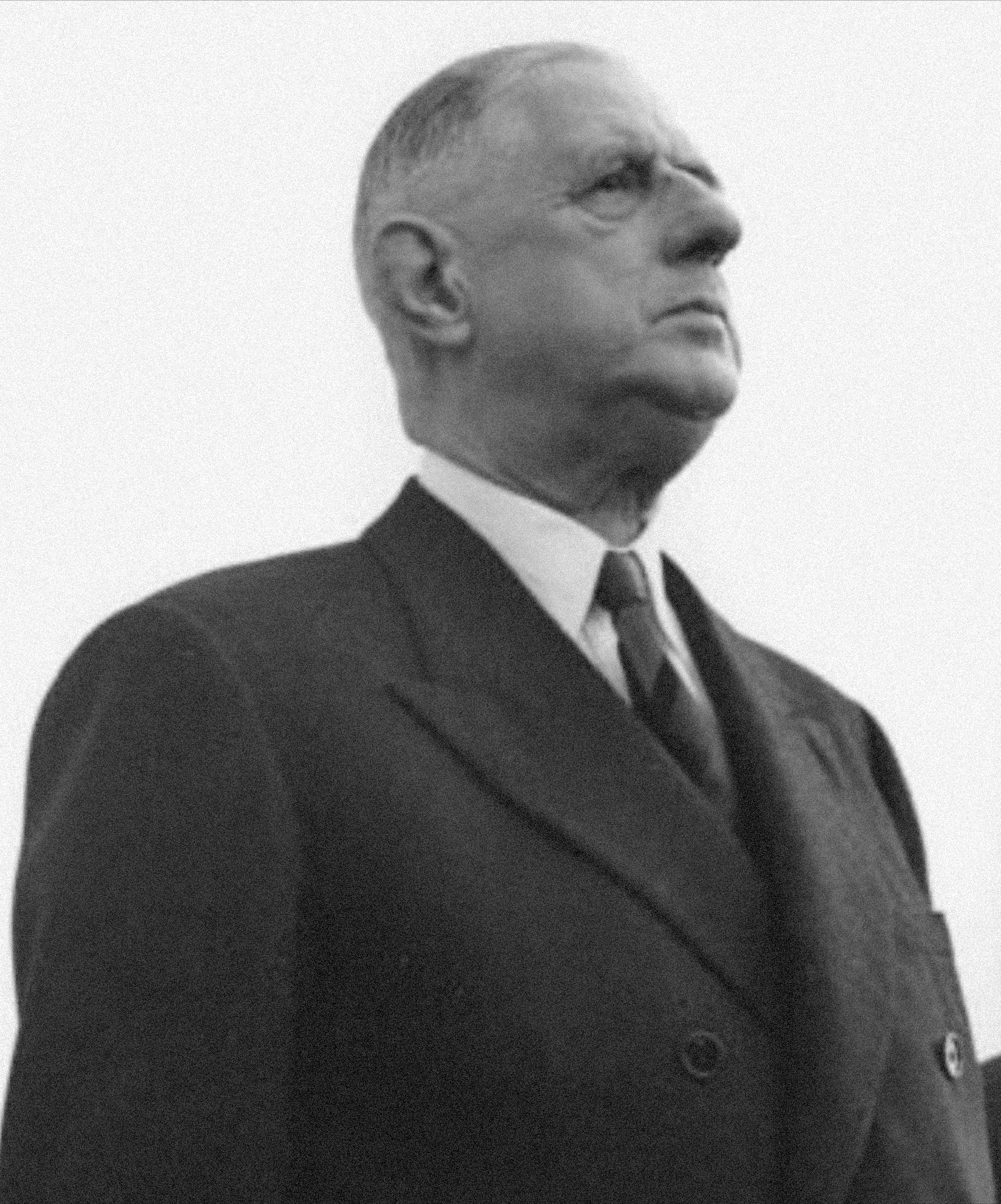
Le général de Gaulle.

En 1958, il mène campagne contre la Communauté française proposée par le Général de Gaulle lors du référendum instituant la cinquième République française, appelant à voter contre et militant pour une indépendance immédiate ainsi que pour la création des États-Unis d'Afrique centrale. En 1960, il devient l'opposant principal au président Fulbert Youlou après la formation d'un gouvernement d'union nationale, ralliant le PPC. et le MSA à l'UDDA. Boukambou est arrêté le 10 mai 1960 avec plusieurs syndicalistes CGTA et activistes de l'UJC pour complot communiste à la suite d'une grève générale. Ils sont libérés huit mois plus tard, renforçant ainsi leur popularité auprès de la population congolaise.

« Toutefois, au lieu de briser la mobilisation, l’arrestation des leaders syndicaux a surtout
décrédibilisé le régime. Comme le dit Julien Boukambou, le prétendu complot communiste était « plutôt un complot contre la classe ouvrière » et personne n’était dupe de cette supercherie grossière du pouvoir à quelques jours de l’indépendance. »

## La Révolution des Trois Glorieuses
L'expression « les Trois Glorieuses » évoque initialement les trois journées révolutionnaires des 27 au 29 juillet 1830 qui ont conduit en France à la chute de Charles X. Parallèlement, elle fait aussi allusion à l'histoire coloniale franco-africaine, spécifiquement aux trois journées du 26 au 28 août 1940, durant lesquelles l'Afrique française libre (AFL) s'est ralliée à la France libre.

### 13 août 1963: «Le complot des jaloux et des mécontents»
Le 13 août 1963 marque le début de la chute de Youlou avec une grève des syndicalistes menée par Julien Boukambou, Abel Thauley Ganga, Gilbert Pongault, Pascal Ockyemba-Morlende. Prévue pour douze heures, cette grève dégénère lorsque les gendarmes, dirigés par le lieutenant Norbert N’Sika, encerclent la Bourse du Travail à Brazzaville. Après avoir constaté des inscriptions antigouvernementales, les gendarmes prennent d'assaut la Bourse du Travail et déclarent l’état de siège à Brazzaville dès 3 heures du matin,.
Au lever du jour, les manifestants commencent à se rassembler à la place de la Gare, malgré la présence des forces de l’ordre. Le conflit atteint son apogée lorsque la foule attaque la mairie et, après avoir entendu la rumeur de l’arrestation de trois syndicalistes, se dirige vers la maison d’arrêt. Les affrontements deviennent violents, et les manifestants, ivres de colère, prennent d’assaut la prison. La mort de trois manifestants à la suite de tirs des militaires depuis le Palais de justice transforme ces événements en une révolte ouverte contre le gouvernement de Youlou.

« En soirée, l’abbé-président cherche à regagner une certaine audience populaire en s’adressant directement aux Congolais : il adresse, à 18 h, un message à la nation. Il s’y exprime en lingala, munukutuba et lari, les trois langues kongo. Il parle des événements de la journée comme d’« un complot contre la sûreté de l’État fomenté par des jaloux et des mécontents
. »

### 14 août 1963: «Aidez-moi, je ne vous décevrai pas»

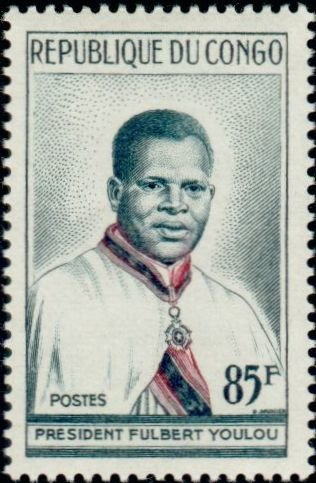
Président Fulbert Youlou : timbre émis en 1960.

Le lendemain, Brazzaville se réveille sous le contrôle strict des forces de l’ordre, avec un couvre-feu de 24 heures imposé et des militaires patrouillant les rues. Les leaders syndicalistes, notamment Ockiemba et Boukambou, continuent de s’organiser malgré la répression. Ils choisissent de maintenir la mobilisation et prévoient un nouveau rassemblement au rond-point de Moungali. Cependant, la violence se poursuit, les manifestants incendiant des symboles du pouvoir comme les voitures des ministres et les bâtiments administratifs.
Dans l’après-midi, les syndicats cherchent à négocier avec les forces françaises présentes, espérant obtenir leur non-intervention. Une délégation rencontre le général Kergaravat pour affirmer que leurs griefs ne visent que Youlou, et non la France. Malgré ces efforts, Youlou tente de regagner le contrôle en annonçant la dissolution de son gouvernement, mais il est déjà trop tard pour calmer la colère populaire. Les manifestants prévoient de se retrouver le lendemain, jour de l’anniversaire de l’indépendance.

« Outre cette dissolution, le président annonce trois grandes mesures : la formation d’un nouveau gouvernement, une consultation pour la réconciliation nationale et le report de la constitution du parti unique jusqu’à ce que soit réalisée la réconciliation nationale. Il termine son allocution par une phrase inspirée du verbe gaulliste : « Aidez-moi, je ne vous décevrai pas. »

### 15 août 1963: La chute de l’abbé Youlou

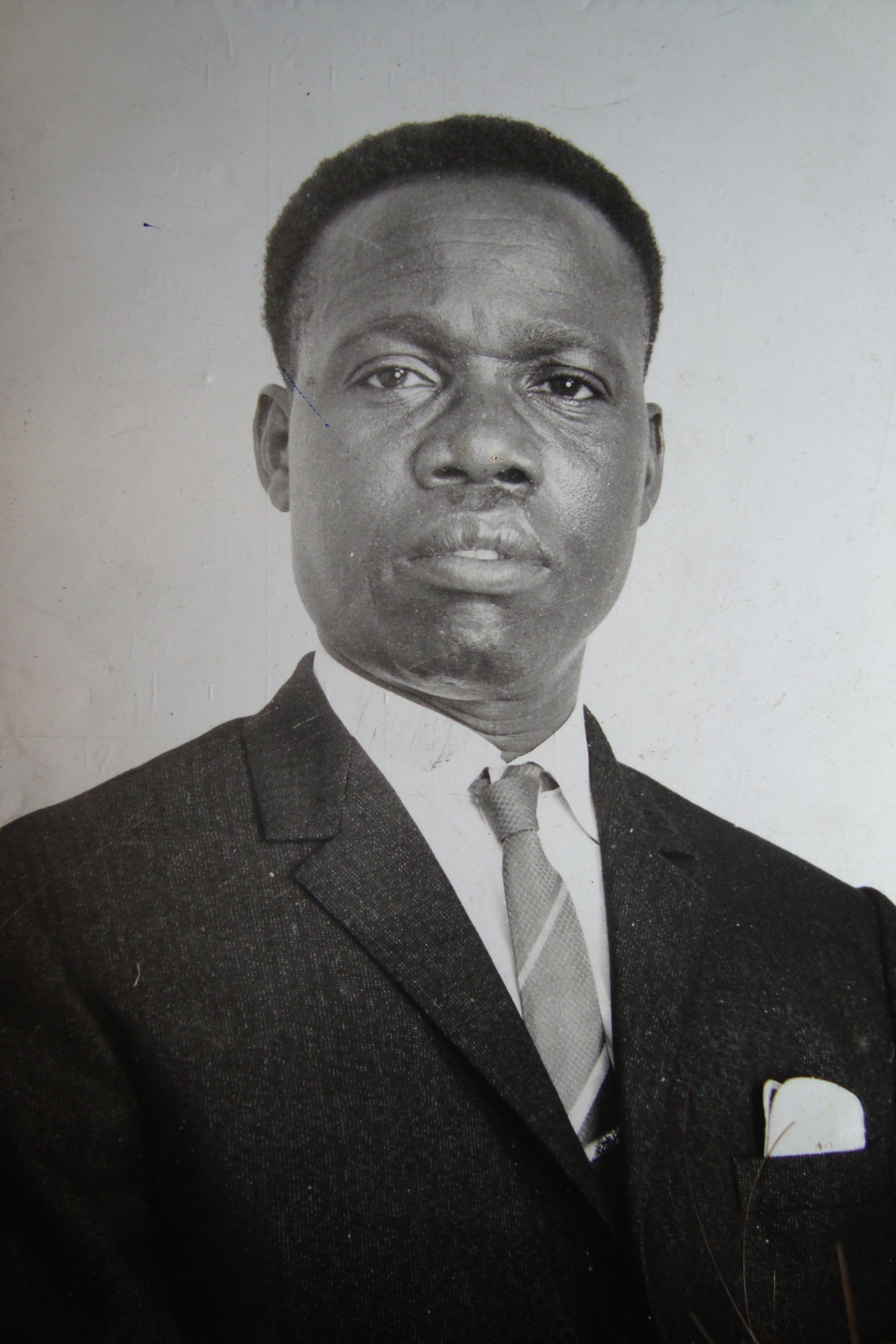
Julien Boukambou député de la République du Congo

Le 15 août 1963, jour du troisième anniversaire de l’indépendance, Brazzaville est en état de siège. Les membres de l’UJC, de l’AEC et des syndicats mobilisent la population pour demander la démission de Youlou. Les manifestants, désormais organisés et dirigés par des mouvements de jeunesse, marchent sur le Palais, exigeant la démission du président.
Face à une marée humaine, les troupes françaises reçoivent l’ordre de ne pas intervenir. Youlou, de plus en plus isolé, se retrouve entouré de ses derniers collaborateurs. Les leaders syndicaux négocient avec les officiers congolais pour garantir la sécurité des manifestants. Finalement, Youlou, acculé, accepte de démissionner à 13 heures. Les syndicalistes font appel à Alphonse Massamba-Débat qui est désigné Premier ministre et ministre de la Défense.
La syndicaliste Alice Badiangana est devenue célèbre au Congo-Brazzaville pour son rôle dans la révolution d'août 1963. Au cours des manifestations, elle a marqué les esprits en renvoyant une grenade à main que les soldats avaient jetée dans la foule de manifestants.
Le nouveau régime qualifie les journées insurrectionnelles des 13, 14 et 15 août 1963 de « révolutionnaires » et les appelle les « Trois glorieuses ».

« Car, au fond, cette mémoire collective et officielle des « Trois Glorieuses » de 1963 réduit l’action de la France à une inertie surprenante. La principale réponse à la question de l’inaction française a été résumée à cinq mots, qui ont donné lieu à toutes sortes d’exégèses : « Foccart est à la pêche »

## Apogée et retraite

### Apogée politique et syndicale

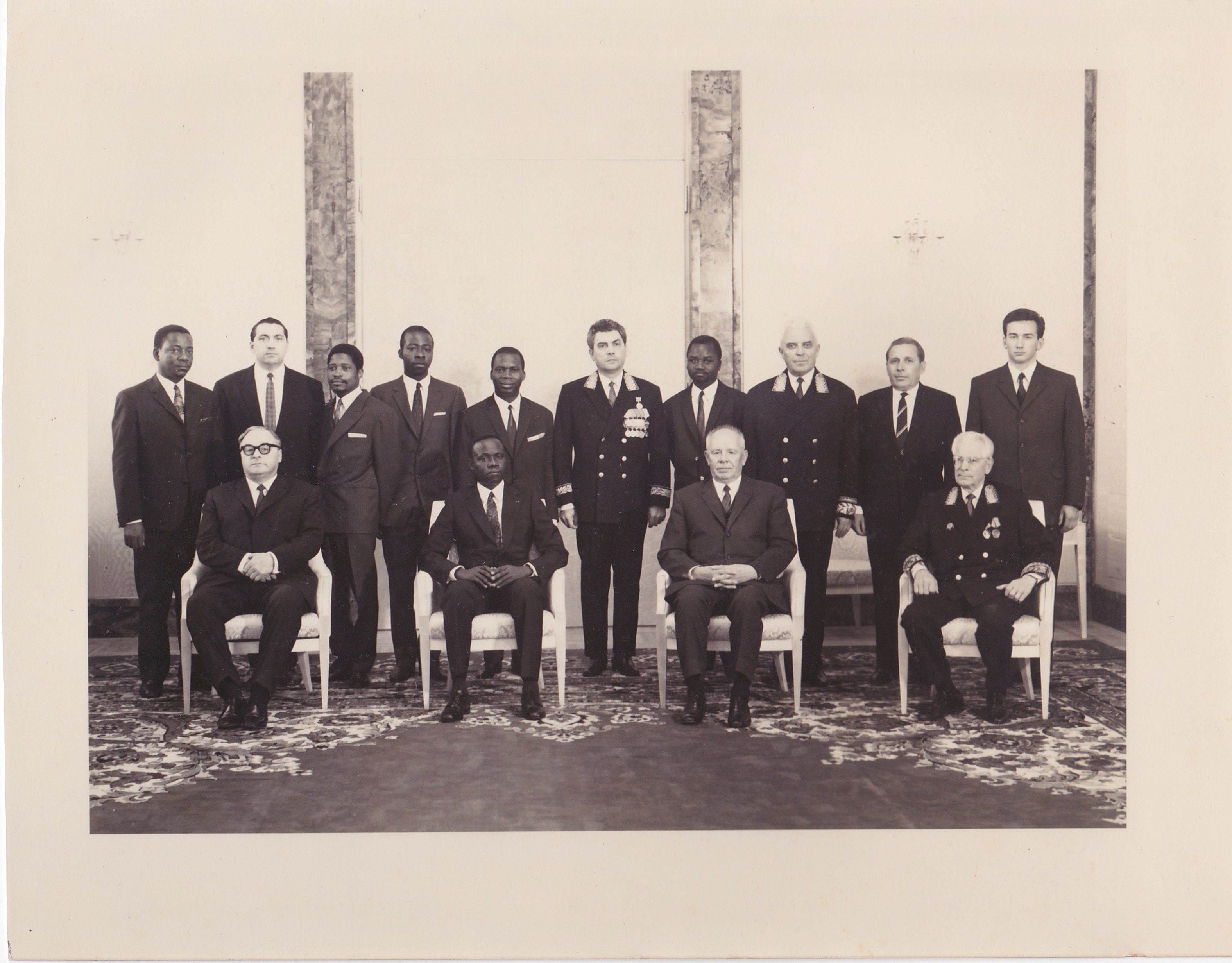
Julien Boukambou (deuxième assis, à partir de la gauche)

Après avoir mené avec ses camarades syndicalistes la révolution des Trois Glorieuses, Julien Boukambou est en 1964 élu député, vice-président de l'Assemblée nationale. Il est également nommé Secrétaire Administratif du Bureau Politique du Mouvement national de la révolution (MNR). En 1969, il occupe un poste de responsabilité dans une entreprise d'État, notamment en tant que directeur de l'usine des disques (Socodi). Un an plus tard en 1970, il est nommé Ambassadeur Extraordinaire et plénipotentiaire en URSS-Mongolie-Hongrie à Moscou. En 1972 il est nommé inspecteur inter-régional du travail auprès du Ministère du travail.
En 1976, il prend sa retraite puis se consacre à la formation de nouvelles générations de cadres syndicaux à l'école syndicale de la Confédération syndicale du Congo (CSC).

### Derniers engagements
Sa retraite en 1976 n’a pas marqué la fin de son engagement. Il continue à militer pour les droits des travailleurs et à plaider en faveur de l’unité nationale jusqu’à la fin de sa vie. À la mort du président Marien Ngouabi en 1977, Julien est conduit au peloton d'exécution et ne doit la vie sauve qu'à l'intervention d'un sous-officier de l'armée nationale. Emprisonné, il passe devant la cour martiale. Libéré, il devient observateur de la vie politique. Lors de la conférence de Nationale Souveraine en 1991, il met en garde contre les dangers de la division et de l’instabilité politique, et son discours résonne encore aujourd’hui. Julien Boukambou était pessimiste quant aux résultats de cette conférence nationale, craignant qu'elle ne divise davantage le Congo plutôt que de l'unir. Une appréhension qui s'est avérée exacte, le Congo ayant connu deux guerres civiles en juillet 1993 et en juin 1997. Il décède le 13 août 1994.

## Famille
Julien Boukambou épouse le 4 avril 1937 Antoinette Korila, fille de Stanislas Mbemba, un moniteur et catéchiste catholique, et de Mâ Ngamba. La cérémonie a  lieu à Kindamba, au Congo-Brazzaville, et est célébrée par le Père Hartz, un prêtre français d'origine alsacienne. Ils ont eu ensemble 6 enfants.

## Héritage et postérité

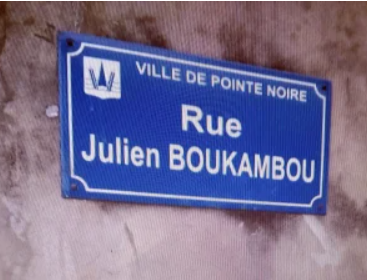
Rue Julien Boukambou inaugurée en 2016

Il est reconnu comme figure centrale de la révolution congolaise. Son engagement en faveur des droits des travailleurs et de l'indépendance continue d'inspirer bon nombre de nationalistes congolais. Son héritage est perpétué par de nombreux militants et organisations syndicales au Congo et au-delà.
Révolutionnaire(s) est le documentaire en trois volets réalisé par Hassim Tall Boukambou, qui retrace l'histoire politique de la République du Congo du XIXe siècle aux années 1990 à travers le témoignage de son grand-père, Julien Boukambou. Le premier volet décrit notamment les événements des Trois Glorieuses les 13, 14 et 15 août 1963, mettant en lumière les moments clés menant à l'autonomie politique de l'État congolais.

## Distinctions
- Grand-Croix de l’Ordre du mérite congolais (1994)
- Distinction de l’Ordre de la Révolution (1988)
- |Grand-Officier de l’Ordre du mérite Congolais (1985)
- Diplôme d’honneur de la Confédération Syndicale Congolaise (1985)
- |Commandeur de l’ordre du mérite Congolais (1970).